# Оченаш Павло Федорович
Павло́ Фе́дорович Очена́ш (1924, с. Великі Кринки Глобинського району — 1984, м. Кременчук) — учасник Другої світової війни, диригент, музикант, пісняр, Заслужений працівник культури України, організатор народного хору Палацу культури Холдингової компанії «АвтоКрАЗ», в якому працював з 1954 по 1984 рр. У 1956 р. хор під керівництвом П. Ф. Оченаша отримав звання «Самодіяльний народний колектив». В 1964 хор отримав першу нагороду — ювілейну медаль на честь 150-ліття з дня народження Т. Г. Шевченко, у 1995 році посів 1 місце на Всеукраїнському конкурсі хорів у Києві, був неодноразовим дипломантом Всесоюзних та лауреатом республіканських фестивалів народної творчості.
Саме з народного хору Палацу культури КрАЗ почала свій творчий шлях Раїса Кириченко — Берегиня української пісні.  На одному з концертів, що давав хор у Глобинському районі, керівнику П. Ф. Оченашу пощастило познайомитися з Раїсою Корж, молодою телятницею із села Землянки нинішнього Глобинського району Полтавської області. Владнавши усі проблеми з видачею паспорта Раїсі, керівник забрав її до Кременчука, де вона влаштувалась працювати на автозавод, а невдовзі отримала місце в гуртожитку. Навчалась у вечірній школі по вулиці Маяковського, співала в хорі. Потім доля розвела вчителя і його ученицю: з 1962 Раїса  перейшла до ансамблю «Веселка» Полтавської філармонії, потім її запросили до ансамблю «Льонок» Житомирської області, з 1968 перейшла до Черкаського народного хору.
Народний самодіяльний хор імені П. Ф. Оченаша тривалий час продовжував творчу діяльність і після того, як його засновник пішов із життя.

## Вшанування пам'яті
22 вересня 2013 р. на правому крилі будівлі Палацу культури КрАЗу (проспект Свободи, 58/2) була відкрита меморіальна дошка. Дошка з чорного габро (60*40*2 см), у верхній частині пам'ятний напис у 10 рядків: «В цьому Палаці культури протягом тридцяти років працював відомий диригент-пісняр, організатор і керівник Народного хору, Заслужений працівник Культури України Оченаш Павло Федорович», нижче — портретне зображення П. Ф. Оченаша та нотний стан.